# Красный Став (посёлок)
Красный Став — поселок в Климовском районе Брянской области в составе Каменскохуторского сельского поселения.

## География
Находится в южной части Брянской области на расстоянии приблизительно 25 км на юг по прямой от районного центра поселка Климово.

## История
Упоминается с 1930-х годов. На карте 1941 года отмечен как безымянное поселение.

## Население
Численность населения: 191 человек в 1979 году, 101 (русские 87 %) в 2002 году, 66 в 2010.